# Love wins all
«Love wins all» es una canción de la cantautora surcoreana IU, publicada el 24 de enero de 2024 por Edam Entertainment como sencillo principal de su sexto EP en coreano The Winning (2024). Fue escrita por IU y compuesta por Seo Dong-hwan, y es su primer sencillo como artista principal desde «Winter Sleep», publicado en diciembre de 2021. El video musical, protagonizado por IU junto con V, miembro de BTS, fue publicado el mismo día. La canción logró un Perfect All-Kill en las listas musicales de Corea del Sur y debutó en la cima del Circle Digital Chart.

## Antecedentes
El título de la canción fue anunciado inicialmente como «Love wins» el 15 de enero de 2024, antes de que la discográfica de IU, Edam, lo cambiara por «Love wins all» antes de su lanzamiento debido a las críticas por el hecho de que el título ya se utilizaba como eslogan para conmemorar la legalización del matrimonio entre personas del mismo sexo en Estados Unidos en 2015.

## Video musical
El video musical fue publicado junto con la canción el 24 de enero de 2024, y fue dirigido por Um Tae-hwa. Muestra a IU y a V, miembro de BTS como una pareja casada en un mundo posapocalíptico,tratando de sobrevivir mientras rememoran recuerdos de tiempos más felices.IU explicó que primero le envió a V la música, que a él le gustó, y como se puso en contacto con él y también estaba buscando a alguien para el reparto, le pidió que protagonizara el vídeo después de darse cuenta de que podría encajar en el rol.
El video fue sujeto de críticas en internet por representar discapacidades, ya que IU aparece con una discapacidad auditiva y V con una discapacidad visual. La pareja encuentra una videocámara con la que pueden verse al otro sin sus respectivas discapacidades, por la que se consideró «discriminatoria», ya que implica que las personas discapacitadas «admiran y fantasean» con no tener sus discapacidades.

## Rendimiento comercial
Además de alcanzar un Perfect All-Kill en las listas musicales surcoreanas, la canción debutó en la cima del Circle Digital Chart. La canción alcanzó el puesto 25 en Billboard Global 200, el puesto 3 en Billboard World Digital Song Sales, y el puesto 80 en el Japan Hot 100.

## Reconocimientos
En los programas de música de Corea del Sur, «Love wins all» logró el primer lugar en el episodio del 1 de febrero de M Countdown, el episodio del 3 de febrero de Show! Music Core, el episodio del 4 de febrero de Inkigayo, y el episodio del 9 de febrero de Music Bank en 2024.

## Posicionamiento en listas

### Listas semanales
| Listas (2024)                           | Mejor posición |
| --------------------------------------- | -------------- |
| Global 200 (Billboard)                  | 25             |
| Hong Kong (Billboard)                   | 10             |
| Indonesia (Billboard)                   | 23             |
| Japón (Japan Hot 100)                   | 80             |
| Japan Digital Singles (Oricon)          | 29             |
| Malasia (Billboard)                     | 6              |
| Nueva Zelanda - Hot Singles (RMNZ)      | 29             |
| Singapur (RIAS)                         | 11             |
| Corea del Sur (Circle)                  | 1              |
| Taiwán (Billboard)                      | 6              |
| Reino Unido (UK Album Downloads)        | 93             |
| US World Digital Song Sales (Billboard) | 3              |

### Listas mensuales
| Listas (2024)          | Posición |
| ---------------------- | -------- |
| Corea del Sur (Circle) | 20       |